# Direction générale des Finances publiques
La direction générale des Finances publiques (DGFiP) est une direction de l'administration publique centrale qui dépend du ministère de l'Économie et des Finances de France. Elle participe à la gestion des finances publiques, en matière de dépenses et de recettes : la DGFiP gère la fiscalité de l’État et des collectivités territoriales qui s’impose aux particuliers et aux entreprises, en définit les règles juridiques, en assure le recouvrement au moyen de son réseau territorial et en instruit les contentieux fiscaux. Elle pilote également la politique immobilière de l'État et assure la gestion patrimoniale des biens domaniaux, la gestion du cadastre et de la publicité foncière ; elle prend en charge le recouvrement des autres recettes publiques ; enfin, elle élabore, avec la direction du Budget, les procédures relatives au contrôle et au paiement des dépenses publiques, et assure la production, la qualité et la sincérité des comptes de l'État.
Elle est fondée en avril 2008, par la fusion des anciennes direction générale des Impôts et direction générale de la Comptabilité publique.
Depuis le 4 mars 2024 elle est dirigée par Amélie Verdier  et compte, au 11 juin 2024, 95 000 agents qui travaillent à la fois dans les services centraux et dans le réseau déconcentré (DRFiP, DDFiP).

## Missions et organisation
La DGFiP dispose de services centraux qui animent les missions des services déconcentrés en matière d'assiette et de recouvrement des impôts des particuliers, des entreprises et des collectivités locales, assurent la tenue des comptes des collectivités, le contrôle fiscal, le contentieux et la gestion du Domaine.
L'organisation des services centraux de la DGFiP est calquée sur les missions de celle-ci,. Elle comprend à la fois deux directions, direction de la législation fiscale (DLF), la direction de l'Immobilier de l'État (DIE), et huit services, dont trois assurent les fonctions « supports » (gestion budgétaire, ressources humaines, informatique). Un neuvième service, le service des retraites de l'État est rattaché à la DGFiP est fondé par décret séparé.
La DGFiP est dirigée par une direction générale et une direction générale adjointe.
La DGFiP ne gère pas l'intégralité des recettes des administrations publiques françaises : les cotisations sociales sont gérées et recouvrées par les administrations de sécurité sociale (ASSO), et la direction générale des Douanes et Droits indirects (DGDDI) assure jusqu'à présent le recouvrement d'une partie des droits indirects (taxe sur la valeur ajoutée (TVA), fiscalité énergétique, etc.). Le plan Action Publique 2022 prévoit néanmoins le transfert à la DGFiP de l'essentiel des missions douanières en matière de recouvrement.

### Élaboration du droit fiscal
La DGFiP rédige les textes législatifs et réglementaires relatifs à la fiscalité ainsi que les instructions générales interprétatives nécessaires à leur application, et représente le ministère dans les négociations internationales en matière fiscale. Ces fonctions sont assurées par la direction de la législation fiscale (DLF), dirigée depuis le 27 septembre 2023 par Laurent Martel et rattachée au directeur général des Finances publiques.

### Ordonnancement et recouvrement des impôts
En matière fiscale, la DGFiP gère la fiscalité professionnelle, personnelle et patrimoniale.
Le service de la sécurité juridique et du contrôle fiscal (SJCF) produit les textes législatifs et réglementaires relatifs au recouvrement des recettes publiques. Il gère également les textes relatifs au cadastre et à la publicité foncière, veille à leur mise en œuvre.
Le service de la Gestion fiscale (GF), établit l'assiette des impôts, droits, cotisations et taxes de toute nature (fonction d’ordonnancement : instruction, contrôle, liquidation) et leur recouvrement. En particulier, il établit l'assiette des impôts sur rôles (impôt sur le revenu (IR), taxe d'habitation (TH), taxe foncière  (TF), cotisation foncière des entreprises  (CFE), etc.). Il calcule le montant d'imposition des foyers fiscaux en utilisant le langage M de la DGFiP. Il pilote également les recouvrement d'autres recettes publiques, en particulier les recettes non fiscales.
Elle assure le dialogue avec le contribuable sous la forme d'un interlocuteur fiscal unique au sein des « centres des Finances publiques » :
- le service des impôts des entreprises (SIE) pour les professionnels ;
- le service des impôts des particuliers (SIP) pour les personnes physiques.
- les guichets fiscaux de proximité qui renseignent les particuliers et les entreprises sur leurs impôts et traitent la plupart de leurs demandes, tant pour le recouvrement que pour le calcul.

Le service de la Gestion fiscale gère également la mission cadastrale, en s'appuyant sur le service de la Documentation nationale du Cadastre (SDNC), situé à Saint-Germain-en-Laye. Le SDNC apporte un soutien technique à l'ensemble des services de la DGFIP (production de cartes et badges, de pancartes, de supports d'information…). Depuis le 1er septembre 2017, la Brigade Nationale d'Intervention Cadastrale (BNIC) est directement rattachée au SDNC et dispose d'antennes à Amiens, Bordeaux, Caen, Châlons-en-Champagne, Clermont-Ferrand, Dijon, Limoges, Lyon, Marseille, Montpellier, Nancy, Nantes, Nice, Orléans et Toulouse.

### Contrôle fiscal
La DGFiP dispose d'un service du Contrôle fiscal (CF), en administration centrale.
La mission de contrôle fiscal s'appuie sur des directions nationales et spécialisée parmi lesquelles la Direction des Vérifications nationales et internationales (DVNI), dont les brigades généralistes assistées de brigades spécialisées (en informatique, finance et prix de transfert) sont chargées du contrôle des entreprises les plus importantes (par le chiffre d'affaires) au niveau national.
La compétence de contrôle fiscal est également exercée au sein des services déconcentrés par des services interrégionaux et des brigades départementales de vérifications.

### Gestion des comptes de l’État et des collectivités locales
Dans le domaine de la gestion publique le service de la fonction financière et comptable de l'État (2FCE) :
- produit ou co-produit la comptabilité publique de l'État (comptabilité générale, comptabilité budgétaire avec la direction du Budget, comptabilité nationale avec l'Institut national de la statistique et des études économiques (Insee) et en garantit la qualité et la sincérité ;
- élabore, avec la direction du Budget, les règles et les procédures relatives au contrôle et au paiement des dépenses publiques ;
- élabore, avec la direction du Budget, les règles de la gestion financière et comptable des établissements publics nationaux ainsi que des établissements publics locaux d'enseignement (EPLE) et veille à leur mise en œuvre ;

Le service des Collectivités locales (CL) :
- assure le conseil fiscal, financier et économique des collectivités territoriales et organismes et établissements publics locaux ;
- élabore les règles et les procédures relatives à la gestion financière et comptable des collectivités territoriales et de leurs établissements et veille à leur mise en œuvre. Elle concourt à la valorisation des comptes de ces collectivités et établissements, elle anime l'expertise économique et financière des projets d'investissements publics et l'action économique de ses services déconcentrés ;
- élabore, en liaison avec la Direction générale du Trésor, les règles et les procédures relatives à la gestion de la dette publique, à l'exécution des opérations de trésorerie de l'État, ainsi qu'à la réalisation d'opérations de collecte de l'épargne au profit de l'État et des correspondants du trésor, et veille à leur mise en œuvre.

### Gestion des retraites des agents de l’État
À la DGFiP est rattaché le service des retraites de l'État (SRE), dont le siège est situé à Nantes et qui possède douze antennes décentralisées. Le SRE gère les retraites des agents de l’État, qui sont retracées budgétairement dans le compte d'affectation spéciale « Pensions ».

### Gestion du patrimoine immobilier de l'État
Au sein de la DGFiP, la direction de l'Immobilier de l'État (DIE), représente l'État propriétaire, pour le compte du ministre chargé du domaine public. Elle pilote la politique immobilière de l’État à un niveau interministériel, élabore les orientations, règles et procédures en matière d'acquisition, de gestion et de cession des biens domaniaux, d'établissement de l'assiette et de contrôle des redevances domaniales ainsi que de recouvrement des produits domaniaux tout en développant une offre de service auprès des services de l’État et des opérateurs dans la mise en œuvre de leur stratégie immobilière et leurs projets immobiliers.
La Direction nationale d'interventions domaniales (DNID), située à Saint-Maurice est un service à compétence nationale rattaché au responsable de la Direction de l'immobilier de l’État. Elle assure des missions opérationnelles sur l’ensemble du territoire national (ventes mobilières, évaluations immobilières de biens exceptionnels, facturation des recettes du compte d'affectation spéciale) ainsi que sur la région Île-de-France (évaluations immobilières sur des opérations d’aménagement, expropriations dans le cadre du service domanial foncier pour l’Île-de-France, gestion des patrimoines privés). Le service possède des antennes à Bordeaux, Dijon, Lille, Lyon, Marseille, Nancy, Poitiers, Rennes, Riom, Toulouse.

### Autres compétences, exercées par des services à compétence nationale
Les services à compétence nationale exercent une ou plusieurs compétences particulières sur l'ensemble du territoire français :
- la Direction des grandes entreprises (DGE), chargée de la gestion des impôts des entreprises réalisant plus de quatre cents millions d’euros d'actifs bruts (souvent confondus avec le chiffre d'affaires), ainsi que leurs filiales[14] ; elle s'occupe également du recouvrement si nécessaire, du contentieux au sein de sa propre division des affaires juridiques, et passer des opérations bancaires s'il y a lieu. Elle est implantée depuis 2024 à Romainville, avec la DNEF et la DVNI.
- la Direction des Vérifications nationales et internationales (DVNI), chargée de réaliser le contrôle fiscal de ces grandes entreprises ; des services antennes sont implantés à Bordeaux, Lille, Lyon, Marseille, Nantes, Strasbourg, Toulouse[15] ;
- la Direction nationale d'Enquêtes fiscales (DNEF), qui cible les circuits frauduleux. Elle gère également les liens avec la police, et de ce fait possède de petites antennes (de un à neuf agents : les Brigades nationales d'enquêtes économique) dans les SRPJ d’Ajaccio, Angers, Bayonne, Bordeaux, Clermont-Ferrand, Dijon, Lille, Limoges, Lyon, Marseille, Montpellier, Nancy, Nanterre, Nantes, Nice, Orléans, Paris, Reims, Rennes, Rouen, Strasbourg, Toulouse et Versailles ;
- le Service de la documentation nationale et du cadastre (SDNC), situé à Saint-Germain-en-Laye avec des antennes (les Brigades nationales d'interventions cadastrales) à Amiens, Bordeaux, Caen, Châlons-en-Champagne, Châteauroux Clermont-Ferrand, Dijon, Limoges, Lyon, Marseille, Montpellier, Nancy, Nantes, Nice, Orléans et Toulouse. Il possède aussi un centre d’archivage à Saint-Florentin.
- la Direction nationale des vérifications de situations fiscales (DNVSF) implantée à Paris 17e ; chargée du contrôle de la fiscalité de certains particuliers [16] ;
- la Direction des impôts des non-résidents (DINR) a pour principales missions fiscales la gestion et le contrôle des personnes physiques non résidentes ayant des revenus de source française. La DINR exerce également des missions nationales d'encaissement et de restitution des retenues à la source sur les produits financiers et des remboursements de la TVA aux entreprises étrangères. Son siège est à Noisy-le-Grand.
- le Service d'appui aux ressources humaines (SARH), situé à Noisy-le-Grand, est un centre de service interne qui effectue des missions dans la domaine des ressources humaines (de proximité ou complémentaire au niveau national en matière de carrière des agents de la DGFIP), de la logistique et budgétaire pour certaines directions et en matière de paye à travers un Centre de services ressources humaines (CSRH).
- la Direction nationale d'interventions domaniales (DNID), rattachée à la Direction de l'Immobilier de l'État (DIE) ;
- la Direction des créances spéciales du Trésor (DCST), située à Châtellerault[17], chargée du recouvrement des créances complexes ;
- la Direction spécialisée des Finances publiques pour l'Assistance Publique - Hôpitaux de Paris (DSFIP AP-HP), à Paris qui est le comptable assignataire unique pour cet organisme ;
- la Direction spécialisée des Finances publiques pour l’Étranger (DSFiPE), à Nantes, qui est désigné Contrôleur budgétaire et comptable ministériel (CBCM) chargée de la gestion des comptes publics des établissements à l'étranger (ambassades, écoles ...);
- la formation des agents est assurée par l'École nationale des finances publiques (ENFiP) chargée du recrutement et de la formation professionnelle (initiale et en cours de carrière). Elle comprend des établissements à Noisy-le-Grand, Noisiel, Lyon, Toulouse, Clermont-Ferrand et Nevers. Le centre chargé de l'organisation des concours est à Lille. Enfin des centres locaux de formations se trouvent à Amiens, Besançon, Bordeaux, Caen, Dijon, Fort-de-France (pour la Martinique, Guadeloupe et la Guyane), Limoges, Marseille, Montpellier, Nancy, Nantes, Orléans, Poitiers, Reims, Rennes, Rouen, Saint-Denis de la réunion (pour la Réunion et Mayotte) et Strasbourg. Cette direction est autonome mais toutefois rattachée directement à Bercy pour les mutations.

En outre, l'Office national antifraude, rattaché conjointement à la DGFIP et à la Direction générale des Douanes et Droits indirects, a pour mission d'améliorer la lutte contre les fraudes aux finances publiques nationales ou communautaires.
Les emplois au sein de certaines de ces directions nationales sont dits « postes à profil » et priment les vœux en DR/DDFIP pour les inspecteurs des finances publiques à l'instant des emplois en DIRCOFI.
Les services suivants sont rattachés à l'Administration Centrale de la DGFIP à Bercy :
- le Service des Retraites de l'État (SRE), dont le siège est situé à Nantes. Le SRE gère les retraites des agents de l’État, qui sont retracées budgétairement dans le compte d'affectation spéciale « Pensions » (CAS Pensions).
- la Délégation à la Transformation Numérique (DTNum), chargé de la modernisation de la DGFIP, de la maîtrise d'ouvrage et de la promotion des applications informatiques (Noisy-le-Grand).
- le Service du Système d'Information (SSI), qui compte aussi bien les missions de la MOE (parfois également MOA), mais couvre aussi toutes les étapes de l'informatique projet en mode pilotage ou parfois en prenant à charge directement la mission, comme les infrastructures ou la sécurité. Ces services sont situés à Montreuil, Noisy-le-Grand, Nantes et Noisiel.
- les Services de Contrôle Budgétaire et Comptables Ministériels (SCBCM) chargé, auprès des ministères, d'assurer la gestion comptable et financière de leurs opérations et du contrôle budgétaire (soutenabilité des orientations budgétaires).
- la Direction de l'Immobilier de l'État (DIE) chargé de mettre en œuvre la politique immobilière de l'état sur l'ensemble du territoire.

### Les services déconcentrés
La DGFiP comprend des services déconcentrés, tels que prévus par le décret no 2009-707 du 16 juin 2009 : les directions départementales des Finances publiques (DDFiP), des directions régionales des Finances publiques (DRFiP) ainsi que des directions spécialisées des Finances publiques qui assurent des missions particulières ; il existe également des directions locales des Finances publiques en outre-mer.
On compte aussi :
- huit délégations interrégionales ; elles n’ont pas autorité hiérarchique sur les DDFIP/DRFIP mais coordonnent les travaux de ces directions en relation directe avec la direction générale de Bercy ;
- sept directions des services informatiques (DISI), chargées de la gestion du réseau informatique, de l'exploitation et de la maintenance des applications, de l'acquisition de données (scannage des archives papier par exemple) ainsi que de la production éditique : impression et expédition ;
- huit directions spécialisées de contrôle fiscal (DIRCOFI) ; elles sont chargées du contrôle des moyennes entreprises ;

Par ailleurs, certaines DD/DRFIP accueillent des services à compétence supra-départementale :
- Cinq centres d'encaissement : quatre « centres prélèvement service » (CPS) : Lille, Lyon, Montpellier, Strasbourg pour les impôts et un centre d'encaissement des amendes à Rennes ;
- Dix Centres de Contacts : Lens, Nancy, Rouen, Carcassonne, Valence, Chartres, Angers, Le Mans, Pau, Lons-le-Saunier, et Amiens. Ils permettent aux usagers d'obtenir des renseignements généraux ou plus précis sur leur situation fiscale, par téléphone, du lundi au vendredi de 8 h 30 à 19 h. Jusqu'au 1er septembre 2020, les centres de contacts étaient pilotées par un service à compétence nationale, la direction Impôts services (DIS) située à Pantin. Cette direction cesse ses activités en septembre 2020 et les centres de contact ont été rattachés aux DD/DRFIP.
- Dix Centres de Service des Ressources Humaines (CSRH) : Arras, Bordeaux, Clermont-Ferrand, Lille, Metz, Montpellier, Saint-Brieuc, Saint-Étienne et Tours. Ils sont chargés de la pré-liquidation de la paye des agents de la DGFIP (y compris d'administration centrale).
- Un Service d'Information aux Agents (SIA) à Melun (77) chargé de fournir des renseignements en matière RH aux agents de la DGFIP.

À partir de 2021, la DGFIP accélère la mise de place de service à compétence supra-départementale; soixante-six villes de provinces sont retenues pour accueillir soixante-dix services de ce genre : des services de soutien à la publicité foncière, à la fiscalité des entreprises, d'accueil, de contrôle fiscal, de gestion des payes et retraites, d'activité bancaires et un service national de l'enregistrement.

## Grades et métiers
En tant que direction de la fonction publique d'État, la DGFiP repose sur un ensemble d'agents répartis selon leur statut (liste non exhaustive) :
- Administrateur des Finances publiques
- Administrateur de l'État
- Inspecteur des Finances publiques
- Contrôleur des Finances publiques
- Géomètre-cadastreur des Finances publiques
- Agent administratif des Finances publiques

## Liste des directeurs généraux
| Identité        | Période          | Période          |
| Identité        | Début            | Fin              |
| --------------- | ---------------- | ---------------- |
| Philippe Parini | 10 avril 2008    | 5 août 2012      |
| Bruno Bézard,   | 5 août 2012      | 1er juillet 2014 |
| Bruno Parent    | 1er juillet 2014 | 20 mai 2019      |
| Jérôme Fournel, | 20 mai 2019      | 12 janvier 2024  |
| Amélie Verdier  | 4 mars 2024      | En cours         |

## Historique
La DGFiP reprend des fonctions régaliennes d'établissement et de recouvrement de l'impôt exercées par l'État depuis son origine ; elle est issue de la fusion en 2008 de deux directions historiques : la direction générale des Impôts (DGI) et la direction générale de la Comptabilité publique (DGCP).

### Fonctions historiques
La direction générales des finances publiques fonde son action sur les articles 13 et 14 de la déclaration des droits de l'homme et du citoyen de 1789 :
"Art. 13. Pour l'entretien de la force publique, et pour les dépenses d'administration, une contribution commune est indispensable : elle doit être également répartie entre tous les citoyens, en raison de leurs facultés.
Art. 14. Tous les Citoyens ont le droit de constater, par eux-mêmes ou par leurs représentants, la nécessité de la contribution publique, de la consentir librement, d'en suivre l'emploi, et d'en déterminer la quotité, l'assiette, le recouvrement et la durée. "

#### Les fonctions d'ordonnancement de l'impôt
L'ordonnancement de l'impôt (établissement de l'impôt, son contrôle et sa liquidation) était historiquement assuré par la direction générale des Impôts (DGI), créée par décret du 16 avril 1948 en unifiant trois services différents : les régies des contributions directes, des contributions indirectes et de l'enregistrement.

#### Le recouvrement de l'impôt et la tenue des comptes de l’État
La tenue des comptes de l'État et le recouvrement de l'impôt était assurée par la direction générale de la Comptabilité publique (DGCP), dont les origines remonteraient à Philippe Auguste, et qui avait pris de l'ampleur, sous le nom de Trésor public, à partir du XVIIIe siècle.

### Fusion de la DGI et de la DGCP
La DGFiP est le produit de la fusion en avril 2008 des administrations de la direction générale des Impôts (DGI) et de la direction générale de la Comptabilité publique (DGCP). Cette fusion constitue une « révolution » qui a permis d'offrir un interlocuteur fiscal unique pour les particuliers, de l'assiette au recouvrement de l'impôt, à l'image de la réforme déjà mise en œuvre pour les professionnels au sein des services des Impôts des entreprises.
La séparation des administrations chargées de l'assiette et du recouvrement était une spécificité française (ordonnance de janvier 1320). La réorganisation de l'administration fiscale en France fait suite à un mouvement qui a eu lieu dans plusieurs autres pays dans le sens d'une simplification et d'une organisation des services tournée vers les usagers. La fusion des services fiscaux britanniques a ainsi été décidée en 2004[réf. nécessaire].
La DGI elle-même était le résultat d'une fusion, finalement récemment acquise, entre des services très anciens : les régies des contributions directes, des contributions indirectes et de l'enregistrement (décret du 16 avril 1948). Les archives montrent une assimilation très lente de ce genre de réorganisation.
Les freins à cette fusion n'étaient pas qu'historiques : la question s'est posée de savoir si la réforme remettait en cause le règlement général sur la comptabilité publique qui prévoit une séparation stricte des ordonnateurs et des comptables publics. En ce sens, le responsable des travaux d'assiette de l'impôt ne pouvait être chargé de son recouvrement.

#### Les tentatives précédentes
La fusion DGI-DGCP avait déjà échoué par deux fois, en 1989 et en 2000. En 1989, des grèves massives dans les recettes des impôts et les trésoreries ont lourdement pesé en stoppant l'encaissement des recettes fiscales. En 1999, l'inspection générale des finances a rendu un rapport montrant le coût et la dispersion des administrations fiscales françaises par rapport à ses homologues étrangères. Un autre rapport dit « Champsaur-Bert » relance ensuite l'idée d'une modernisation et d'une fusion des deux directions générales. Le ministre Christian Sautter lance la « Mission 2003 », afin de fusionner l'assiette et le recouvrement. Là encore, la mobilisation des agents, dans un contexte de réduction des postes, et la maladresse du ministre aboutissent à l'arrêt de la réforme et la démission de son promoteur,.
Paradoxalement, ce nouvel échec initie une dynamique de rapprochement plus pragmatique et efficace, autour de la notion d'« interlocuteur fiscal unique » (IFU). Pour simplifier l'accès des contribuables à l'administration, le rapprochement des services d'assiette et de recouvrement au sein même de la DGI est opéré progressivement à partir de 2003 (fusion des recettes et inspections de fiscalité professionnelle) :
- Le recouvrement des impôts directs des professionnels est transféré aussi progressivement de la DGCP à la DGI. Le service des Impôts des entreprises unique est ainsi réalisé dans les faits[35].
- Parallèlement, l'administration des domaines, une mission non fiscale, est transférée au 1er janvier 2007 à la DGCP.
- Enfin, le rapprochement des centres des impôts fonciers et des centres des impôts est engagé.

#### La mise en œuvre d'une fusion totale
Le candidat à l'élection présidentielle de 2007, Nicolas Sarkozy propose la fusion de la DGI et de la DGCP. Après son élection, la fusion est annoncée en Conseil des ministres le 20 juin 2007. Après une phase de concertation, le ministre Éric Woerth choisit l'option consistant en une fusion totale de la DGI et de la DGCP, conservant au sein de l'administration fusionnée les missions non fiscales de la DGCP (comptabilité dépenses comme recettes des administrations publiques, recettes non fiscales, missions financières, gestion du domaine).
Dans chaque direction locale unifiée (au niveau départemental ou régional) est nommé un directeur issu soit de la DGI, soit de la DGCP, à parité. Les administrations centrales sont fusionnées. En revanche, la nouvelle DGFiP est organisée en deux filières, « fiscalité » et « gestion publique » et des règles de gestion des agents évoluent progressivement : les agents de chaque filière conservent les règles de gestion propre à leur ancien corps (grade, rémunération, mutation, etc.) jusqu'au 31 août 2011. Les dispositions transitoires relatives à l'organisation de la DGFiP sont fixées par un autre décret du 3 avril 2008.
À compter du 1er septembre 2011, les corps sont fusionnés, les agents deviennent « agents des finances publiques ». Le dialogue social avec les organisations syndicales a permis de déboucher sur un alignement par le haut des rémunérations et le versement d'une prime de fusion, qui a ensuite été pérennisée.
Mesure la plus visible du grand public, la création des services des impôts des particuliers (SIP) a consisté à regrouper en un même lieu et dans une même structure juridique, un centre des impôts (CDI) et une trésorerie spécialisée dans le recouvrement de l'impôt, permettant :
- à l'usager de voir l’ensemble de sa demande traitée en un seul lieu et sa création a donc facilité grandement la lisibilité et la compréhension de l'administration fiscale.
- à l'administration d’améliorer l’action en recouvrement, en rapprochant la gestion de l’assiette et du recouvrement sans remettre en cause leur spécificité et leur séparation.

En juin 2018, la Cour des comptes publie un rapport public thématique dans lequel elle dresse un bilan contrasté de la réforme, tant en matière de qualité de service que d’efficience. Elle y liste les conditions d’une transformation nécessaire et formule 17 recommandations.

## Analyse et critiques
Parfois critiquée dans un contexte où les citoyens n'ont plus le sentiment de confier à la représentation nationale l'exercice de leur consentement à l'impôt, la DGFiP pâtit de la complexité du système fiscal français qui a notamment pour spécificité d'utiliser le levier de l'impôt pour encourager successivement le développement de différentes politiques publiques. Tenue au secret fiscal, l'administration des finances publiques peut rarement exercer un droit de réponse aux critiques publiques tout en respectant ses obligations. En 2019, la mise en œuvre du prélèvement à la source de l'impôt est considérée comme un grand succès par deux tiers des français.

## Agents
D'après une étude de l'Union syndicale Solidaires, première organisation syndicale de la branche, le taux de souffrance au travail observée chez les agents des finances publiques a augmenté de 25 % entre 2011 et 2018. Selon le rapport, les réorganisations et la baisse des effectifs ont conduit à des situations de « stress permanent » et une « perte de confiance » des agents. En 2025, une vague de suicides d'employés est signalée.
Les effectifs étaient en 2024 de 89 420 agents (pour comparaison, en 2009, les effectifs étaient de 124 617 agents).